# Episodi di The Event

Logo della serie televisiva

La prima e unica stagione della serie televisiva The Event, composta da 22 episodi, negli Stati Uniti è stata trasmessa dal canale statunitense NBC dal 20 settembre 2010 al 24 maggio 2011, raccogliendo complessivamente una media di 7,09 milioni di telespettatori per episodio.
In Italia gli episodi sono andati in onda il giorno dopo la trasmissione statunitense, in lingua originale sottotitolati in italiano sul canale Joi della piattaforma Mediaset Premium. Gli episodi doppiati in lingua italiana sono andati in onda sullo stesso canale ad una settimana dalla trasmissione statunitense, dal 28 settembre 2010 al 31 maggio 2011. In chiaro la serie viene trasmessa dal 18 gennaio 2012 su Italia 2.
| nº | Titolo originale              | Titolo italiano              | Prima TV USA      | Prima TV Italia   |
| -- | ----------------------------- | ---------------------------- | ----------------- | ----------------- |
| 1  | I Haven't Told You Everything | Non le ho detto tutto        | 20 settembre 2010 | 28 settembre 2010 |
| 2  | To Keep Us Safe               | Per tenerci al sicuro        | 27 settembre 2010 | 5 ottobre 2010    |
| 3  | Protect Them from the Truth   | Proteggerli dalla verità     | 4 ottobre 2010    | 12 ottobre 2010   |
| 4  | A Matter of Life and Death    | Questione di vita o di morte | 11 ottobre 2010   | 19 ottobre 2010   |
| 5  | Casualties of War             | Vittime di guerra            | 18 ottobre 2010   | 26 ottobre 2010   |
| 6  | Loyalty                       | Lealtà                       | 25 ottobre 2010   | 2 novembre 2010   |
| 7  | I Know Who You Are            | So chi sei                   | 8 novembre 2010   | 16 novembre 2010  |
| 8  | For the Good of Our Country   | Per il bene del nostro Paese | 15 novembre 2010  | 23 novembre 2010  |
| 9  | Your World to Take            | Il vostro mondo sarà nostro  | 22 novembre 2010  | 30 novembre 2010  |
| 10 | Everything Will Change        | Tutto cambierà               | 29 novembre 2010  | 7 dicembre 2010   |
| 11 | And Then There Were More      | Un esercito per Thomas       | 7 marzo 2011      | 15 marzo 2011     |
| 12 | Inostranka                    | Inostranka                   | 7 marzo 2011      | 15 marzo 2011     |
| 13 | Turnabout                     | L'imboscata                  | 14 marzo 2011     | 22 marzo 2011     |
| 14 | Message Back                  | Il messaggio di risposta     | 21 marzo 2011     | 29 marzo 2011     |
| 15 | Face Off                      | Faccia a faccia              | 28 marzo 2011     | 5 aprile 2011     |
| 16 | You Bury Other Things Too     | La scelta di Sophia          | 4 aprile 2011     | 12 aprile 2011    |
| 17 | Cut Off the Head              | Decapitare l'esecutivo       | 18 aprile 2011    | 26 aprile 2011    |
| 18 | Strain                        | La nave                      | 25 aprile 2011    | 3 maggio 2011     |
| 19 | Us or Them                    | Noi o loro                   | 2 maggio 2011     | 10 maggio 2011    |
| 20 | One Will Live, One Will Die   | Uno vivrà, uno morirà        | 9 maggio 2011     | 17 maggio 2011    |
| 21 | The Beginning of the End      | L'inizio della fine          | 16 maggio 2011    | 24 maggio 2011    |
| 22 | Arrival                       | L'arrivo                     | 23 maggio 2011    | 31 maggio 2011    |

## Non le ho detto tutto
- Titolo originale: I Haven't Told You Everything
- Diretto da: Jeffrey Reiner
- Scritto da: Nick Wauters

### Trama

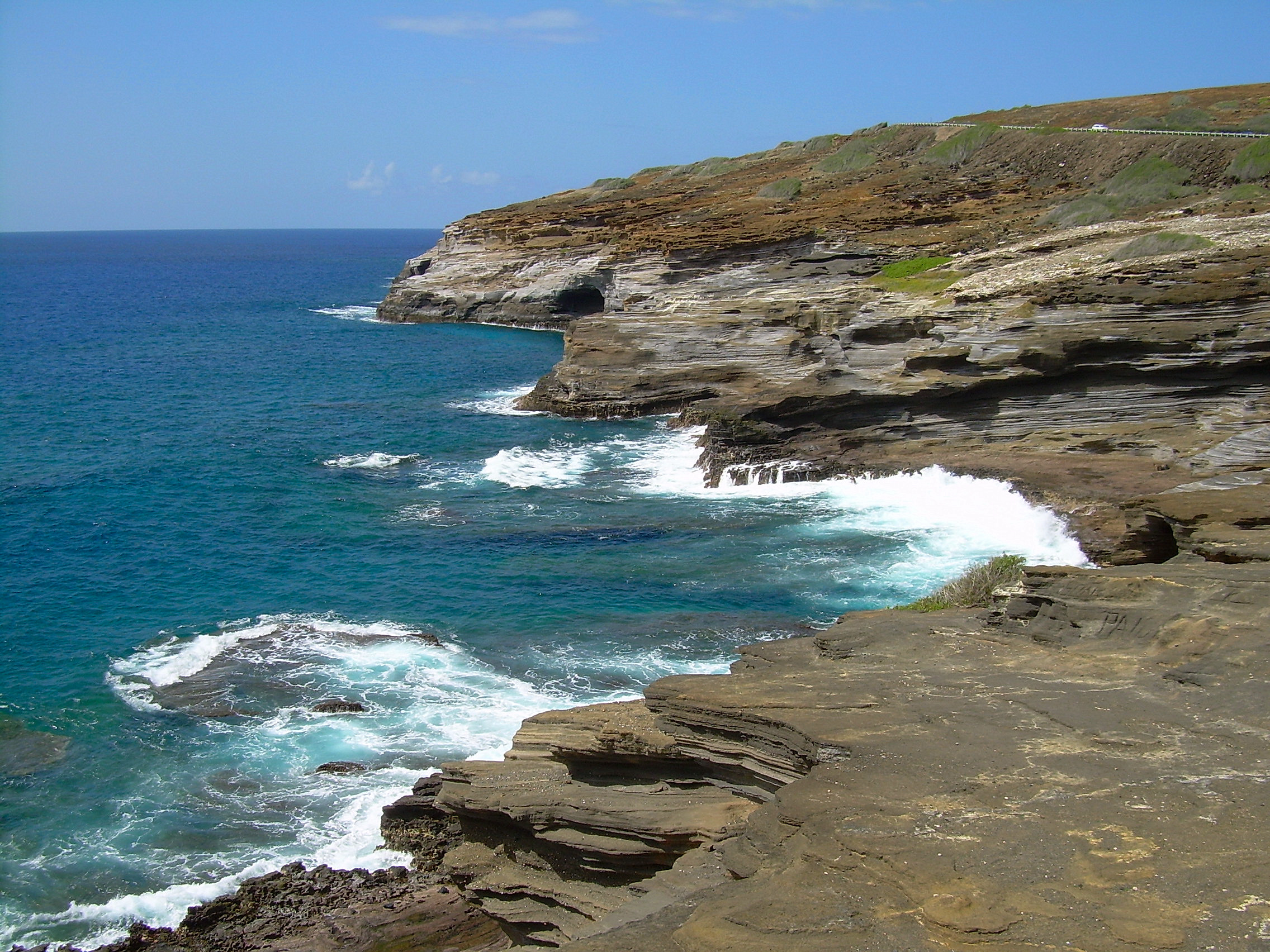
L'episodio pilota è stato girato sull'isola hawaiiana Oahu

Sean Walker e Leila Buchanan sono una coppia di fidanzati in crociera. Il giorno dopo aver conosciuto un'altra coppia in vacanza, Vicky e Greg, Leila scompare misteriosamente e Sean non riesce a trovare tracce della sua presenza a bordo, accorgendosi che la loro cabina è occupata da altre persone e che agli ufficiali di bordo non risulta la loro prenotazione. Impaurito, scappa in cerca della sua fidanzata, cercando di contattare i genitori della ragazza, a cui è molto legato. Tuttavia anche loro vivono una disavventura, poiché la loro abitazione viene assaltata da un gruppo di persone armate. Nel frattempo il Presidente degli Stati Uniti Elias Martinez si prepara ad annunciare alla stampa la decisione di chiudere una prigione segreta sul Monte Inostranka, in Alaska, in cui sono detenuti illegalmente 97 prigionieri, guidati da una misteriosa leader, Sophia Maguire. Fino all'ultimo, il direttore dell'Intelligence Blake Sterling, il Vicepresidente Raymond Jarvis e il generale Whitman cercano di convincerlo a cambiare idea e a non liberare i detenuti. Poco prima che il Presidente avvii l'intervista alla presenza della stessa Sophia Maguire un aereo di linea si dirige verso l'edificio in cui si trovano, costringendoli a rimandare tutto e a fuggire. Prima che l'aereo si schianti tuttavia, scompare misteriosamente nel cielo. Sophia Maguire, che si trovava accanto al Presidente durante l'accaduto, sembra sapere cosa sia avvenuto e ammette di non avergli detto tutto.
L'aereo era pilotato dal padre di Leila, Michael Buchanan, e a bordo si trovava anche Sean, che cercava invano di convincerlo a cambiare rotta e cercare insieme un altro modo per ritrovare Leila.
- Guest star: Julia Campbell (Val Buchanan), Wes Ramsey (Greg Kervin), Gonzalo Menendez (Dan Taylor), Tony Todd (Generale Whitman), Lauren Stamile (Molly Dixon), Joseph C. Phillips (Guardia di sicurezza), Casey Siemaszko (Frank Decosta), Omid Abtahi (Sceriffo dell'aria), Angel Desai (Maureen Donovan), Wynn Everett (Rachel), Michael Cummings (Jerry Boersma), Lorena Segura York (Eva).
- Peculiarità: I fatti dell'episodio pilota sono rappresentati attraverso una serie di flashback.
- Ascolti USA: telespettatori 10 877 000 – share 10%[3]

## Per tenerci al sicuro
- Titolo originale: To Keep Us Safe
- Diretto da: Jeffrey Reiner
- Scritto da: Evan Katz e Nick Wauters

### Trama
L'aereo scomparso riappare nel deserto dell'Arizona, dove Michael Buchanan è riuscito a farlo atterrare. Michael spiega a Sean che era stato costretto a dirottare l'aereo dai rapitori di Leila, che la tengono in ostaggio, e che hanno già ucciso sua moglie Val. Tra i rapitori è presente anche Vicky Roberts, la ragazza che hanno conosciuto in crociera. Poco dopo essere usciti dall'aereo insieme agli altri passeggeri, si vedono avvicinarsi elicotteri militari, così Michael convince Sean a scappare e cercare di ritrovare Leila da solo, poiché non si può fidare di nessuno. Sean riesce ad allontanarsi, ma nel deserto perde conoscenza e si risveglia in un ospedale, dove decide di chiamare la polizia per chiedere aiuto. Tuttavia scopre che nei suoi confronti è stato emesso un mandato di cattura federale per l'omicidio di Greg, il ragazzo che in crociera si era presentato come il fidanzato di Vicky. Tenta inutilmente di scappare, ma viene arrestato e preso in custodia da due agenti.
Nel frattempo, il Presidente Elias Martinez annulla la liberazione dei prigionieri sul Monte Inostranka, decidendo di non liberarli finché non saprà tutta la verità sulle loro reali intenzioni. I 97 detenuti sono di origine extraterrestre e sono stati catturati nel 1944, quando furono casualmente individuati in Alaska, poiché si rifiutavano di raccontare da dove vengono e cosa vogliono. I servizi segreti sono riusciti a scoprire solo che hanno un DNA differente dell'1% da quello umano e che invecchiano molto lentamente. Sophia, la loro leader, dopo essere stata nuovamente rinchiusa, rifiuta di raccontare al Presidente tutta la verità, limitandosi ad avvertirlo che i suoi compagni sono stanchi di continuare ad essere trattenuti contro la loro volontà. Il direttore dell'Intelligence Blake Sterling nomina l'agente Simon Lee a capo di una squadra speciale per trovare gli altri alieni in circolazione, ignaro che in realtà sia uno di loro. Thomas, uno dei loro leader, separatosi da Sophia e dai suoi compagni nel 1944, consegna a Simon le coordinate per ritrovare l'aereo. Arrivati sul posto, i militari trovano Michael Buchanan steso a terra, privo di sensi, e tutti gli altri passeggeri poco distanti da lui, anch'essi distesi a terra, morti.
- Guest star: Wes Ramsey (Greg Kervin), D.B. Sweeney (Carter), Heather McComb (Agente Angela Collier), Michael Whaley, (Partner dell'agente Collier), Amy Sloan (Infermiera Leanne Timmons), Joseph C. Phillips (Guardia di sicurezza), Gonzalo Menendez (Dan Taylor), Angel Desai (Maureen Donovan), Sam Hennings (Generale Addington), Scott Michael Campbell (Justin Murphy).
- Ascolti USA: telespettatori 9 060 000 – share 8%[4]

## Proteggerli dalla verità
- Titolo originale: Protect Them from the Truth
- Diretto da: Jeffrey Reiner
- Scritto da: David H. Goodman e James Wong

### Trama
L'auto in cui una coppia di agenti federali sta scortando Sean rimane vittima di un incidente stradale. Uno degli agenti muore, mentre Sean riesce a salvare la vita all'agente Collier. Sean cerca di convincerla a farsi aiutare nella ricerca di Leila, ma questa continua a non credere alla sua storia, così lui finge di scappare e si nasconde nel bagagliaio dell'auto dell'agente in modo da entrare in una sede dell'FBI, allo scopo di utilizzare la loro rete e cercare informazioni su Vicky Roberts. Tuttavia viene presto scoperto e nuovamente arrestato. Quando si presentano dei finti U.S. Marshals per prenderlo in custodia e tentano di ucciderlo, l'agente inizia a riconsiderare la situazione, specie dopo aver scoperto che dietro Vicky Roberts si nascondono più identità false e aver sentito dal notiziario che l'aereo di cui parla Sean è appena rimasto vittima di un incidente. I finti U.S. Marshals erano stati inviati proprio da Vicky Roberts, che nel frattempo aveva trasferito personalmente Leila all'interno di un container, dove era pronta ad ucciderla se l'eliminazione di Sean fosse andata a buon fine.
Il Presidente Martinez, dopo aver saputo che i passeggeri dell'aereo sono tutti morti, pilota compreso, tenta di chiedere nuovamente lumi a Sophia, ma questa conferma la sua volontà di non voler tradire i suoi compagni. Così il Presidente decide di appellarsi a tutti gli altri detenuti, offrendo la libertà in cambio di informazioni. Solo uno di loro, William, accoglie la proposta, proponendo di rivelare i loro piani, come trovarli e come fermarli in cambio della liberazione sua e della fidanzata Maya, anch'essa detenuta. Il Presidente acconsente, ma quando viene liberata anche Maya e viene fatta ricongiungere al suo fidanzato, sarà proprio lei ad ucciderlo per evitare che tradisca i suoi compagni. Nel finale, mentre i servizi segreti stanno mettendo in scena un finto incidente aereo per tenere segreto quanto accaduto, si vedono tutti i passeggeri dell'aereo che erano stati dichiarati morti riprendere conoscenza.
- Guest star: D.B. Sweeney (Carter), Heather McComb (Agente Angela Collier), Gabriel Olds (Agente Ron Spencer), Clea DuVall (Maya), Michael Whaley (Agente Hobbes), Omid Abtahi (William), Scott Michael Campbell (Justin Murphy), Rick Peters (Finto agente federale), Gonzalo Menendez (Dan Taylor), Angel Desai (Maureen Donovan).
- Ascolti USA: telespettatori 7 556 000 – share 7%[5]

## Questione di vita o di morte

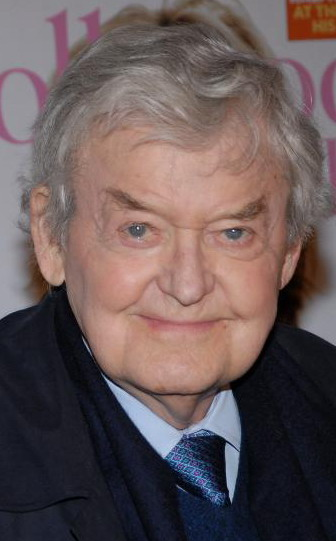
Hal Holbrook interpreta
James Dempsey a partire dal quarto episodio

- Titolo originale: A Matter of Life and Death
- Diretto da: John Badham
- Scritto da: David Schulner e Lisa Zwerling

### Trama
Sean e l'agente Collier sono sulle tracce di Vicky Roberts. Dopo essere riusciti a consultare il database dell'FBI, riescono a scoprire che una delle sue identità ha utilizzato una carta di credito per pagare la rata di un affitto per un'abitazione in Texas. Si recano quindi nei pressi dell'abitazione, dove non trovano Vicky, ma sua madre e suo figlio, che sembrano all'oscuro della sua attività e hanno pochi contatti con lei. Tuttavia la madre da loro un numero di telefono che serve per contattarla in caso di emergenza. Nel frattempo Leila viene portata da Vicky e dal suo collaboratore Carter in una casa della cittadina di Snider, in Texas. Qui Carter e Vicky fingono di essere sul punto di ucciderla, e la lasciano scappare. La ragazza, che crede di essere tornata in libertà, chiede aiuto ad un agente di polizia nei pressi della zona, che la porta nella stazione locale, dove le viene consentito di fare una telefonata a Sean. In realtà i poliziotti sono complici di Vicky e Carter, che hanno organizzato tutto per attirare sul posto Sean tendendogli una trappola.
Nel frattempo, il direttore Sterling interroga Michael Buchanan e il resto dei passeggeri, senza riuscire ad ottenere informazioni. I passeggeri infatti, non ricordano nulla dell'accaduto. Il Presidente Martinez riceve una telefonata da Thomas, che gli intima di liberare Sophia e il resto dei suoi compagni, altrimenti stavolta ucciderà realmente qualcuno. Elias Martinez ritenta di ottenere risposte da Sophia, ma questa continua a non collaborare e gli intima di dare a Thomas quello che chiede, poiché le sue minacce sono da prendere in seria considerazione. Intanto tutti i passeggeri incominciano a perdere sangue dal naso, mentre i medici tentano di capire cosa stia accadendo loro.
- Guest star: Hal Holbrook (James Dempsey), D.B. Sweeney (Carter), Heather McComb (Agente Angela Collier), Julia Campbell (Val Buchanan), William Russ (Capitano di polizia), Rosalind Chao (Medico del CDC), Gonzalo Menendez (Dan Taylor), Deborah Van Valkenburgh (Signora Larson), Rigo Sanchez (Poliziotto), Angel Desai (Maureen Donovan), Rick Peters (Finto agente federale).
- Ascolti USA: telespettatori 6 502 000 – share 6%[6]

## Vittime di guerra
- Titolo originale: Casualties of War
- Diretto da: Milan Cheylov
- Scritto da: Dan Dworkin e Jay Beattie

### Trama
Sean riceve il messaggio di Leila, che le comunica di trovarsi presso la stazione di polizia di Snider, in Texas. Immediatamente si mette in viaggio con l'agente Collier verso il luogo indicato, ma nel frattempo chiede a un suo vecchio amico di rintracciare il numero di cellulare di Vicky. Intanto Leila, si accorge che è tutta una messa in scena, e tenta inutilmente di scappare. Arrivato sul posto, Sean riceve una chiamata dall'amico, che lo avvisa che anche Vichy si trova a Snider. Dunque intuisce che è una trappola, ma al contrario di come suggerito dall'agente Collier decide di non andarsene. Chiama quindi Vicky, subito dopo averle mandato in un messaggio la foto di suo figlio, minacciando di diffondere la sua esistenza su Internet se non lo aiuta a liberare Leila. Appena Sean entra nella stazione di polizia, trova immediatamente la collaborazione di Vicky, che uccide i suoi complici lasciando scappare lui e Leila. L'agente Collier nel frattempo era riuscita anche ad arrestare Carter, il principale collaboratore di Vicky, dopo avergli sparato.
Alla Casa Bianca il Presidente Martinez discute con il suo staff se accettare il ricatto di Thomas, che aveva annunciato di dare al CDC un antidoto per i passeggeri appena la sua gente fosse stata liberata. Elias tuttavia, nonostante il parere contrario della moglie, decide di non cedere, e minaccia lo stesso Thomas di far giustiziare Sophia e gli altri detenuti se un solo passeggero morirà. Quando l'ultimatum di Thomas sta per scadere, quest'ultimo richiama il Presidente e offre l'antidoto in cambio della liberazione della sola Sophia. Il Presidente accetta e avvia la liberazione di Sophia, che si scusa nuovamente per l'atto di Thomas e promette che cercherà di tenerlo a freno. Nel finale, l'antidoto viene recapitato in tempo al CDC, e i passeggeri, le cui condizioni erano diventate molto critiche, iniziano a rimettersi.
- Guest star: D.B. Sweeney (Carter), Heather McComb (Agente Angela Collier), Rosalind Chao (Medico del CDC), William Russ (Capitano di polizia), Scott Michael Campbell (Justin Murphy), Sam Page (Rick), Graham Shiels (Complice di Vicky), Deborah Van Valkenburgh (Signora Larson), Rigo Sanchez (Poliziotto), Gonzalo Menendez (Dan Taylor), Wynn Everett (Rachel), Angel Desai (Maureen Donovan), Vyto Ruginis (Capo di Vicky).
- Ascolti USA: telespettatori 6 416 000 – share 6%[7]

## Lealtà
- Titolo originale: Loyalty
- Diretto da: Jonas Pate
- Scritto da: Leyani Diaz e Vanessa Rojas

### Trama
L'agente Collier prova a far parlare Carter, ma non riesce a farsi dire nulla su chi lavora e sul perché ha rapito Leila. Sean chiede alla sua fidanzata di rimanere in un posto sicuro, mentre si mette alla ricerca della sua famiglia, ma Leila lo convince a farsi portare con lui. I due si recano quindi nell'ufficio di Michael Buchanan, presso la sua abitazione, dove trovano una giornalista di nome Madeline Jackson che cerca di allontanarli minacciandoli con una pistola. Dopo essere riusciti a disarmarla, lei racconta che Michael durante un volo di linea aveva casualmente avvistato una struttura militare in Alaska, sul Monte Inostranka, e incuriosito si era messo a far delle ricerche, trovando un suo articolo che spiegava come nella struttura segreta siano stati rinchiusi degli alieni.
Nel frattempo Sophia è seguita dagli uomini di Sterling, che nell'ultimo pasto che gli hanno fatto avere in prigionia, hanno messo degli isotopi radioattivi in modo da poterla rintracciare. Simon escogita quindi un metodo per far perdere le tracce di Sophia, raggiungendola in un bar e mettendo la sostanza radioattiva nei caffè degli altri clienti. Tuttavia gli uomini di Sterling riescono comunque a trovarla e seguirla fino al luogo dell'incontro con Thomas. Inoltre il collaboratore di Sterling Justin Murphy scopre che qualcuno dall'interno ha aiutato Sophia e quando si reca a controllare quale agente è entrato in contatto con la sostanza radioattiva, Simon lo aggredisce e lo rinchiude nel cofano della sua auto. Poi raggiunge l'edificio in cui si trovano Sophia e Thomas, che lo invitano a seguirli verso una via di fuga sicura. Ma Simon decide di restare e provare a salvare la vita ai suoi uomini. L'edificio infatti, poco dopo implode su stesso, con le squadre speciali e lo stesso Simon all'interno.
- Guest star: D.B. Sweeney (Carter), Heather McComb (Agente Angela Collier), Paula Malcomson (Madeline Jackson), Dondre T. Whitfield (Agente Mike Garret), Scott Michael Campbell (Justin Murphy), Holland Roden (Violet da giovane), Salome Jens (Violet da anziana).
- Ascolti USA: telespettatori 5 973 000 – share 5%[8]

## So chi sei
- Titolo originale: I Know Who You Are
- Diretto da: Milan Cheylov
- Scritto da: Evan Katz e Lisa Zwerling

### Trama
Sean e Leila continuano a cercare informazioni su ciò che aveva scoperto Michael e in un dossier che teneva nascosto nel suo ufficio trovano un elenco criptato. Sean è in grado di decifrarlo, ma gli occorrono hardware e software adatti. Madeline, la giornalista, offre loro un aiuto, portandoli dal suo amico Peter, in grado di fornirgli l'occorrente. Con l'aiuto di Peter scoprono che l'elenco è costituito da una serie di nomi di bambine rapite, tutte dall'aspetto simile a quello della sorella di Leila. Immediatamente dopo un gruppo armato di persone mandate da Dempsey irrompe nell'appartamento, ma Peter riesce a portare fuori tutti, per poi far esplodere il suo appartamento con gli assalitori ancora all'interno. Dopo l'esplosione, Peter e Madeline sono scomparsi, e Leila e Sean ricominciano la loro disperata ricerca da soli.
Nel frattempo Justin Murphy viene liberato dal cofano della sua auto e immediatamente avvisa Sterling che Simon è la talpa. Quando Sterling fa controllare il DNA di Simon, che si è salvato dal crollo dell'edificio ed è ricoverato in ospedale, Thomas riesce ad infiltrarsi nel laboratorio e scambiare le fiale. Inoltre Aaron, un collaboratore di Thomas, riesce a riportare le impronte di Murphy sul contenitore usato per trasportare la sostanza radioattiva che ha fatto perdere le tracce di Sophia. Così è Murphy ad essere arrestato. Sophia intanto si fa spiegare da Thomas, suo figlio, che non hanno ancora il materiale nucleare sufficiente per aprire un portale che li riporti casa.
- Guest star: Hal Holbrook (James Dempsey), D.B. Sweeney (Carter), Scott Michael Campbell (Justin Murphy), Paula Malcomson (Madeline Jackson), Madison Mason (Padre di Blake Sterling), Geoffrey Blake (Peter), Samuel Ball (Aaron), Dondre T. Whitfield (Agente Mike Garret), Scarlett Chorvat (Laura Sterling).
- Ascolti USA: telespettatori 5 539 000 – share 5%[9]

## Per il bene del nostro Paese
- Titolo originale: For the Good of Our Country
- Diretto da: Jeffrey Reiner
- Scritto da: David H. Goodman e James Wong

### Trama
Mentre Sean e Leila si stanno allontanando a piedi dall'appartamento appena saltato in aria, uno degli uomini che stavano per irrompere sopravvissuto all'esplosione, riesce a sparare un colpo di pistola e colpire Sean. Leila riesce a rubare un'auto e portare il fidanzato nei pressi di un ospedale, ma poiché Sean è ancora ricercato, rapisce un medico e lo obbliga a medicarlo. Dopo una sosta in farmacia, il dottor Matt Kemp gli medica la ferita, salvandogli così la vita, in quanto le sue condizioni stavano peggiorando e aveva perso molto sangue.
Nel frattempo, un telegiornale riporta la notizia che i passeggeri dell'aereo dirottato stanno tutti bene, e sono sopravvissuti a un attacco terroristico per opera di separatisti brasiliani. Solo il pilota, Michael Buchanan, sarebbe morto secondo questa versione fornita ufficialmente in seguito all'insabbiamento governativo. In realtà Buchanan è ancora vivo e viene interrogato personalmente dal Presidente, che scopre che qualcuno aveva dato il via all'attentato telefonicamente, esattamente quattro minuti dopo che Sterling, il Vicepresidente e il generale Whitman avevano tenuto una riunione con lui per convincerlo a non fare l'annuncio. Dopo aver controllato i tabulati telefonici, Martinez e Sterling scoprono che il traditore è il Vicepresidente Jarvis, che confessa e sta per rivelare il nome di chi ha organizzato la cospirazione, ma Dempsey lo fa uccidere appena prima che riveli il suo nome attraverso un furgone-bomba. Dempsey aveva dato l'incarico anche a Vicky, ma quest'ultima si è rifiutata di portare a termine la missione, uccidendo il suo partner e fuggendo via.
- Guest star: Hal Holbrook (James Dempsey), Eyal Podell (Dr. Matt Kemp), Rick Peters (Killer di Dempsey), Tony Todd (Generale Whitman), Drew Wicks (Bernard), Paula Malcomson (Madeline Jackson), Geoffrey Blake (Peter).
- Ascolti USA: telespettatori 5 637 000 – share 5%[10]

## Il vostro mondo sarà nostro
- Titolo originale: Your World to Take
- Diretto da: Michelle MacLaren
- Scritto da: Dan Dworkin e Jay Beattie

### Trama
Dopo aver inviato la lista delle bambine rapite all'agente Collier, Sean e Leila scoprono che una è riuscita a fuggire. Le indagini della polizia sono state secretate, ma l'agente Collier riesce a dar loro l'indirizzo della sua abitazione. I genitori tuttavia, non vogliono che la loro figlia, Abby, abbia contatti con altre persone. Dopo averli seguiti durante un viaggio in macchina, Leila riesce ad avvicinare Abby presso una stazione di servizio, scoprendo il suo volto sfigurato a causa delle iniezioni che le sono state fatte durante la detenzione, avvenuta in una specie di ospedale. La bambina non riesce a dare indicazioni precise su dove si trovava, ma conferma che la sorella di Leila, Samantha, era stata con lei. Un uomo di Dempsey li raggiunge presso la stessa stazione di rifornimento, ma Sean riesce a neutralizzarlo.
Nel frattempo, Sophia si incontra con gli altri suoi simili in libertà, i cui rappresentanti le comunicano che in molti non vogliono più tornare a casa. Sophia però conferma il suo ordine di lasciare il mondo che stanno occupando, poiché la loro permanenza su di esso può avere gravi conseguenze per la popolazione locale. Thomas tuttavia, spinto dall'amante Isabel, una dei rappresentanti, ha un suo personale piano, e per metterlo in atto è pronto ad uccidere la sua stessa madre Sophia. Sul punto di premere il grilletto, non trova il coraggio necessario e chiede perdono. In seguito anche Isabel mostrerà pentimento, ma Sophia, per provare la sua fedeltà, l'invita a spararsi ad una gamba, e questa accetta. Intanto il Vicepresidente Jarvis, sopravvissuto all'esplosione, è ricoverato in ospedale. Quando riprende conoscenza la moglie gli intima di non parlare con il Presidente, perché gli uomini di Dempsey hanno minacciato lei e i suoi figli.
- Guest star: Hal Holbrook (James Dempsey), Kathleen Quinlan (Mary Stern), Heather McComb (Agente Angela Collier), Necar Zadegan (Isabel), Bonnie Root (Erika Jarvis), Josh Randall (Paul Stern), Peter Murnik (Berg).
- Ascolti USA: telespettatori 5 192 000 – share 5%[11]

## Tutto cambierà
- Titolo originale: Everything Will Change
- Diretto da: Norberto Barba
- Scritto da: David Schulner e Nick Wauters

### Trama
Sean, perquisendo l'uomo di Dempsey, scopre una siringa con un farmaco pronto da iniettare e una strana tessera magnetica. Per convincerlo a rivelargli per chi lavora, gli somministra il farmaco che sfigura il suo volto e poco dopo lo uccide. Prima di morire l'uomo gli indica di portarlo presso una struttura denominata Willow Brook, che si rivelerà essere un ospedale psichiatrico. Dopo essersi introdotti furtivamente nella struttura, scoprono un piano interrato nascosto al pubblico, ma che è stato da poco ripulito su ordine di Dempsey. Leila trova una stanza su cui è inciso il suo nome sulla parete, intuendo così che lì veniva rinchiusa sua sorella, mentre Sean trova dei fascicoli, tra cui ce n'è uno sul padre di Abby, Paul Stern, e uno sul padre di Leila, Michael Buchanan, in cui vi sono foto che dimostrano come i due non siano invecchiati nel corso degli ultimi decenni.
Nel frattempo, il Vicepresidente Jarvis ha ormai pienamente ripreso conoscenza, ma, seguendo il consiglio della moglie, si rifiuta di collaborare con Sterling e il Presidente. Thomas intanto porta avanti con Isabel il suo piano segreto, riuscendo a superare i tentativi di ostacolarlo da parte di Sophia e Simon, che non riescono a capire quali siano le sue reali intenzioni. Li scoprirà presto il Presidente Martinez, quando i suoi uomini gli comunicano di aver scoperto un'installazione missilistica nella nazione dell'Amalah, gestita da un'associazione fittizia nella cui carta costitutiva sono elencati i nomi di 97 presunti dirigenti, gli stessi dei detenuti rinchiusi sul Monte Inostranka. Gli F-16 inviati dall'aeronautica militare non riescono a raggiungere il posto prima del lancio del missile, che quindi gli uomini di Thomas riescono a mettere in atto. Il missile sarebbe stato in grado di raggiungere la costa occidentale degli Stati Uniti, ma non trasporta un'arma. È infatti diretto oltre l'atmosfera, dove libera un satellite per telecomunicazioni rivolto verso lo spazio, che viene subito usato da Thomas per inviare un messaggio al suo pianeta di provenienza.
- Guest star: Hal Holbrook (James Dempsey), Kathleen Quinlan (Erika Jarvis), Peter Murnik (Berg), Josh Randall (Paul Stern), Bernard White (Ambasciatore Talaky), Necar Zadegan (Isabel), Angela Bullock (Infermiera), Blue Deckert (Generale Armbruster), Wynn Everett (Rachel), Kate Fuglei (Carolyn Jones).
- Ascolti USA: telespettatori 5 825 000 – share 6%[12]

## Un esercito per Thomas

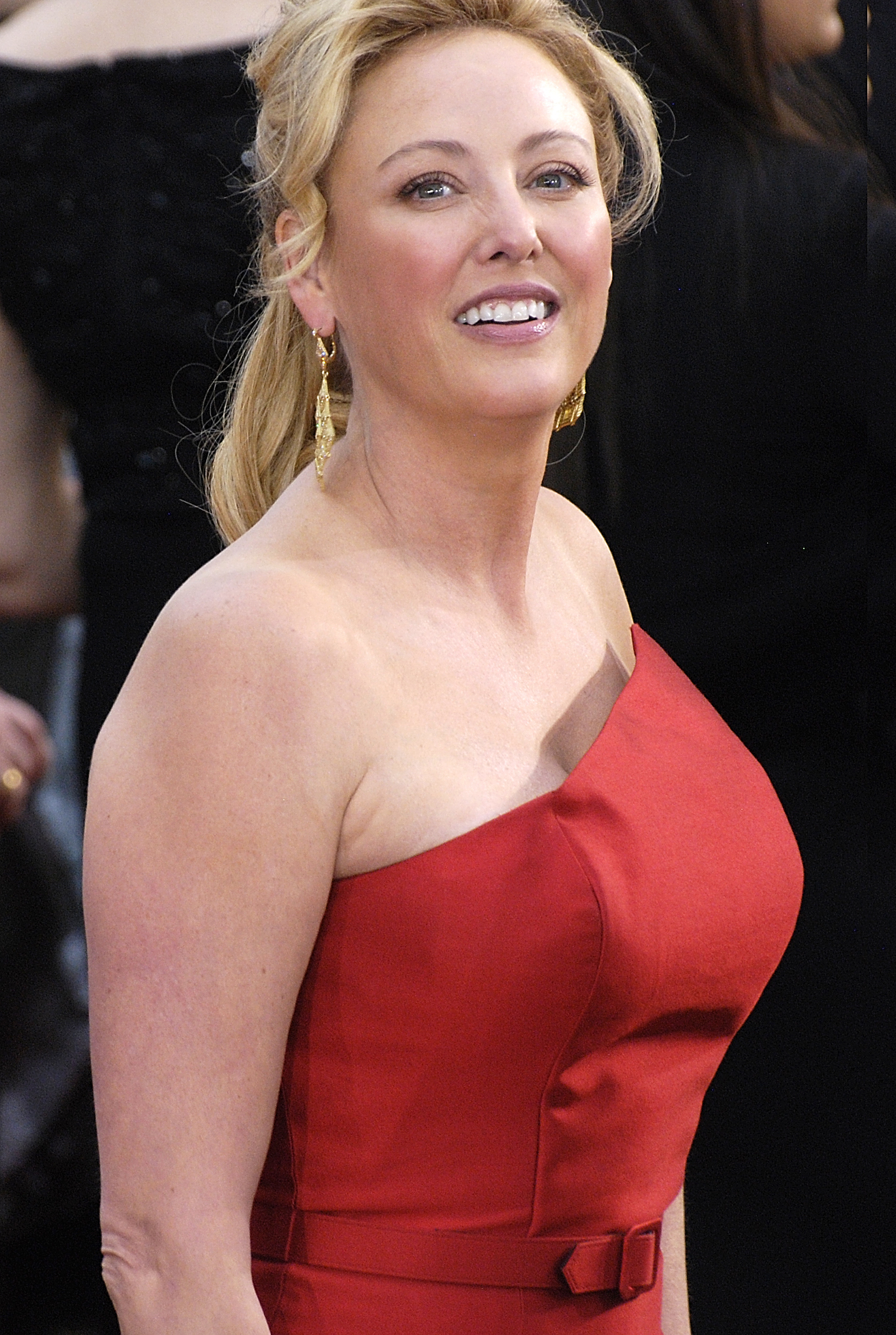
Virginia Madsen interpreta la senatrice Catherine Lewis dall'undicesimo episodio

- Titolo originale: And Then There Were More
- Diretto da: Jeffrey Reiner
- Scritto da: David H. Goodman (sceneggiatura), Leyani Diaz e Vanessa Rojas (soggetto)

### Trama
Nella struttura dove tenevano sequestrate le bambine, Sean e Leila trovano anche una donna che lavora per Dempsey che non aveva ancora lasciato l'edificio. Usando la forza, riescono a farsi dire dove stanno trasferendo le bambine; così si mettono all'inseguimento di un furgone bianco. Una volta raggiunto, riescono a fermarlo facendolo finire fuori strada. Dopo aver recuperato Samantha e avvisato la polizia per le altre bambine, Sean e Leila si allontanano in quanto lui è ancora ricercato per omicidio. Poco dopo, l'agente Collier li contatta per avvisarli che Michael Buchanan li sta cercando e vuole incontrarli. Il padre di Leila, infatti, nel frattempo era stato liberato da Simon, poiché lui e Sophia sono convinti che sia in grado di trovare Thomas, ma prima di aiutarli pretende di assicurarsi che la sua famiglia sia al sicuro. Quando incontra la figlia, le conferma di essere uno degli extraterrestri.
La Casa Bianca intanto, inventa per i media una storia di copertura per il lancio del missile dall'Amalah. Quando i servizi segreti riescono a decriptare una prima parte del messaggio inviato dal satellite, che si è autodistrutto dopo l'invio della comunicazione, il Presidente Martinez scopre che Thomas si sta preparando ad accogliere la sua gente dal suo pianeta di provenienza. Preoccupato da una potenziale invasione, invia il direttore Sterling ad Inostranka per interrogare nuovamente i detenuti. La struttura segreta, su cui la neosenatrice dell'Alaska Catherine Lewis si sta avvicinando a scoprire la verità esaminando i documenti del marito da poco deceduto e che ha sostituito, viene però attaccata da Thomas, che vuole costituire un esercito in modo da contrastare Sophia e mettere in atto il suo piano senza intoppi.
- Guest star: Virginia Madsen (Catherine Lewis), Clea DuVall (Maya), Lee Thompson Young (Caporale Bell), Heather McComb (Agente Angela Collier), Necar Zadegan (Isabel), Roger Bart (Richard Peel), Kirk B.R. Woller (Maggiore Pearson), Blue Deckert (Generale Armbruster), Samuel Ball (Aaron), John Prosky (Gerard), David Gautreaux (Niles Duncan), Steve Rankin (Grier).
- Ascolti USA: telespettatori 5 530 000 – share 5%[13][14]

## Inostranka
- Titolo originale: Inostranka
- Diretto da: Jeffrey Reiner
- Scritto da: Dan Dworkin e Jay Beattie (sceneggiatura), David Schulner (soggetto)

### Trama

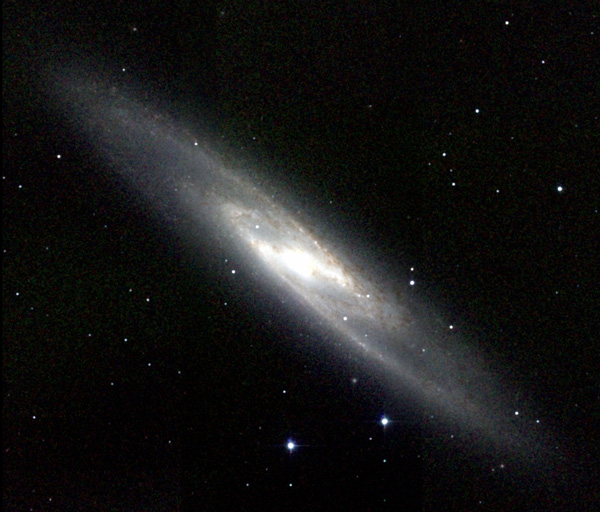
La galassia NGC 253

Sophia e Michael Buchanan provano a dare qualche spiegazione a Sean e Leila. Raccontano loro di essere arrivati sulla Terra sessantasei anni prima in cerca di un nuovo posto dove vivere, poiché il loro pianeta, situato nella galassia conosciuta dagli umani con il nome NGC 253, era divenuto quasi invivibile. Al loro arrivo, una parte di loro era stata individuata e rinchiusa nella prigione di Inostranka, mentre il resto di loro aveva il compito di trovare un modo per ritornare a casa; anche se alcuni, come Michael, hanno avuto relazioni sentimentali e formato nuove famiglie con umani, dando vita a figli ibridi. Ora Michael impone a Leila una scelta: seguire lui e Sophia, o rimanere con il fidanzato. Sean crede sia giusto che vada con il padre e scopra chi sia realmente la sua vera gente, così per facilitarle la scelta si allontana da lei mentre dorme.
Nel frattempo, Sterling sta interrogando a Inostranka Maya, la ragazza che su ordine di Sophia aveva ucciso il suo ragazzo in modo da tenere nascosti i loro segreti, quando Thomas attacca la struttura. Thomas e i suoi uomini riescono a prendere il controllo della prigione, e una volta radunati i detenuti, chiede loro se vogliono seguirlo e abbandonare Sophia, o restare fedeli a lei e rimanere imprigionati. Chi sceglie di non seguirlo viene poi fatto uccidere. Sterling in un primo momento riesce a sfuggirgli e tenta di ostacolarlo, ma presto viene sopraffatto e costretto a seguire Thomas. È la stessa Maya a liberarlo mentre stanno per lasciare Inostranka, sacrificando la sua vita e dimostrandogli così che non tutti loro hanno le stesse intenzioni di Thomas. Intanto, il Presidente Martinez riesce a convincere la senatrice Lewis a non rivelare ai media l'esistenza di una prigione segreta, promettendo di rivelarle tutta la verità.
- Guest star: Hal Holbrook (James Dempsey), Virginia Madsen (Catherine Lewis), Clea DuVall (Maya), Lee Thompson Young (Caporale Bell), Roger Bart (Richard Peel), Kirk B.R. Woller (Maggiore Pearson), Steve Rankin (Grier), Blue Deckert (Generale Armbruster), William Stanford Davis (Detenuto di Inostranka).
- Ascolti USA: telespettatori 4 930 000 – share 5%[13][14]

## L'imboscata
- Titolo originale: Turnabout
- Diretto da: Michael Waxman
- Scritto da: James Wong

### Trama
Michael Buchanan, dopo aver messo al sicuro le figlie presso la residenza di una coppia di extraterrestri ancora fedeli a Sophia, aiuta quest'ultima a rintracciare Thomas, localizzando e catturando uno dei suoi collaboratori, Hanson. I due cercano di farsi svelare in dettaglio i piani di Thomas e il luogo dove sta costruendo il portale per far arrivare sulla Terra altre persone dal loro pianeta, ma Hanson dice loro solamente che Thomas sta per rubare delle barre di uranio dalla centrale nucleare di San Onofre, vicino a San Diego, utilizzando il teletrasporto, come ha già cercato di fare in Ucraina nel 1986, provocando il disastro di Černobyl'. Per fermarlo, Sophia decide di contattare il Presidente Martinez, che dopo aver ascoltato l'esperienza del direttore Sterling a Inostranka, sceglie di fidarsi e ordinare il trasferimento delle barre verso un luogo sicuro. Tuttavia, il tutto rientra nei piani di Thomas, in realtà non in grado di teletrasportare le barre, che attua un'imboscata durante il loro trasferimento, riuscendo con i suoi uomini ad entrarne in possesso. Hanson intanto, dopo essere riuscito ad ingannare Sophia, ha l'ordine di ucciderla, ma prima che riesca a soffocarla, viene fermato in tempo da Michael, che lo uccide sparandogli. Quando il Presidente Martinez viene a conoscenza della trappola tesa da Thomas decide di non fidarsi più di Sophia, autorizzando anche l'uso della forza se necessario per catturarla.
Nel frattempo, Sean si reca a casa della sorella, che non vedeva da tempo, per chiedere al suo compagno di aiutarlo a procurarsi un documento falso per poter fuggire in Messico. Dopo aver parlato con la sorella però, si convince che fuggire non fa parte del suo essere, e decide di combattere contro chi ha rapito la fidanzata e cercato di uccidere il Presidente. Si reca quindi da Vicky Roberts, che nel frattempo vive nella paura che gli uomini di Dempsey la trovino per ucciderla, per cercare di scoprire più informazioni possibile.
- Guest star: Roger Bart (Richard Peel), Gabrielle Carteris (Diane Geller), José Zúñiga (Carlos Geller), Jack Stehlin (Hanson), Blue Deckert (Generale Armbruster), Shay Astar (Sorella di Sean), Megan Paul (Fidanzata di Mark).
- Ascolti USA: telespettatori 4 264 000 – share 4%[15]

## Il messaggio di risposta
- Titolo originale: A Message Back
- Diretto da: Norberto Barba
- Scritto da: David H. Goodman e Nick Wauters

### Trama
Mentre il Vicepresidente Jarvis ritorna ad occupare la sua carica, visto che il suo coinvolgimento nell'attentato al Presidente non è mai stato ufficializzato e il Presidente Martinez non può costringerlo a farsi da parte in quanto potrebbe rendere pubblica l'esistenza degli extraterrestri, Thomas riceve una risposta al messaggio che aveva inviato al suo pianeta di provenienza. Attraverso uno dei suoi uomini infiltrati presso un osservatorio astronomico, riceve infatti un messaggio criptato proveniente dalla sua galassia che gli comunica che il loro pianeta diverrà invivibile molto prima di quanto previsto, entro un anno, a seguito dell'imminente trasformazione in supernova del Sole del loro sistema solare. Sconvolto da questa notizia, che potrebbe significare l'estinzione della propria razza, decide di tentare di riappacificarsi con Sophia, riunendo tutti i suoi simili, fedeli sia a lui che alla madre, in una cattedrale di Los Angeles, per comunicare loro quanto appreso e invitarli ad unire le forze per portare sulla Terra tutta la loro gente. La riunione, alla quale è presente anche Leila, è presto interrotta da forze speciali dell'esercito, che stavano già seguendo Sophia. Il Presidente Martinez infatti, determinato a catturare Sophia, era arrivato anche a sospendere il Posse Comitatus Act, che proibisce al personale militare di agire come forze dell'ordine all'interno degli Stati Uniti, se non in determinate circostanze previste per legge.
Nel frattempo, Sean costringe Vicky a collaborare con lui nel tentativo di femare Dempsey, minacciando di rendere pubblico l'indirizzo della sua famiglia. Dopo che Vicky gli spiega che nell'attentato al Presidente era coinvolto anche il Vicepresidente, i due decidono di avvicinare quest'ultimo ad una serata di beneficenza, assumendo l'identità di due invitati. Non riescono a farsi rivelare il rifugio di Dempsey, l'unica informazione che ottengono prima di essere costretti alla fuga dal servizio di sicurezza è che si trova in viaggio verso la Francia.
- Guest star: Hal Holbrook (James Dempsey), Necar Zadegan (Isabel), Gabrielle Carteris (Diane Geller), José Zúñiga (Carlos Geller), Blue Deckert (Generale Armbruster), Rebecca Lowman (Cynthia Fisk), Gary Weeks (Ted Fisk).
- Ascolti USA: telespettatori 4 106 000 – share 4%[16]

## Faccia a faccia
- Titolo originale: Face Off
- Diretto da: Janusz Kaminski
- Scritto da: David Schulner e Lisa Zwerling

### Trama

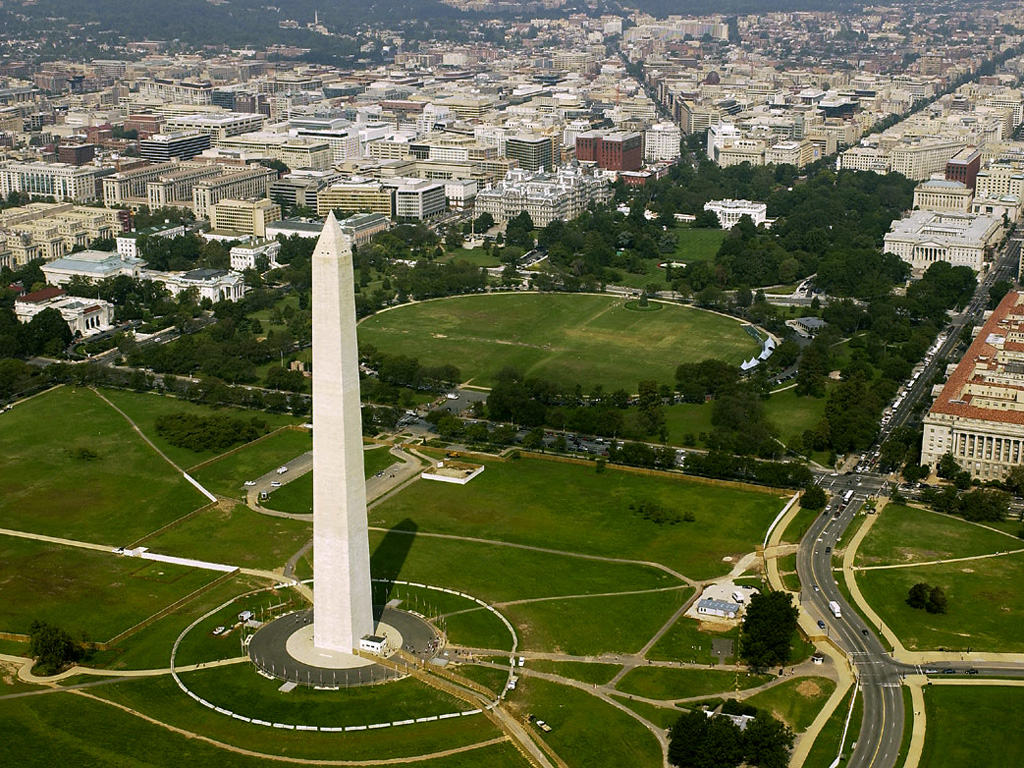
Vista del Washington Monument

Dopo che le forze speciali dell'esercito circondano la cattedrale dove si trovano Thomas, Sophia e il resto della loro gente, il Presidente Martinez contatta Sophia per chiedere una loro resa. Quest'ultima però, ora riconosciuta leader anche dal figlio che si tira indietro visto il momento di crisi, rifiuta di arrendersi e contatta Gerard, l'uomo di Thomas che si occupa del portale, in modo da teletrasportare tutti al sicuro. Quando Gerard le comunica che ci vorranno delle ore per caricare il carburante necessario, mentre l'ultimatum di Martinez sta per scadere in pochi minuti, Sophia ordina di fare il massimo possibile in quel momento: un attacco terroristico. Poco dopo il Washington Monument crolla, provocando oltre 70 vittime. Resosi conto di aver sottovalutato il nemico, Martinez è costretto a tirarsi indietro, facendo ritirare l'esercito e rispondendo alle richieste di Sophia, fornendo loro tre autobus per allontanarsi al sicuro. Nel frattempo però, il direttore Sterling scopre la vera identità di Simon e mette il suo telefono sotto controllo; così quando contatta Sophia per farsi dire cosa sta succedendo, la sua chiamata viene decodificata, proprio mentre i tre pullman si stanno allontanando dalla cattedrale, e il Presidente scopre così che sono indifesi e non possono colpire nuovamente entro breve termine. Martinez ordina quindi che vengano uccisi prima che colpiscano nuovamente: un elicottero Apache li raggiunge in breve tempo e apre il fuoco, distruggendo due dei tre veicoli. Su uno dei due si trovava Thomas, che sceglie di sacrificarsi ordinando a Gerard di utilizzare il portale, ora in grado solo di teletrasportare uno solo dei tre veicoli, per teletrasportare il pullman su cui si trovava madre.
Nel frattempo Sean continua a ricattare Vicky per farsi aiutare. I due raggiungono quindi il Massiccio del Giura, in Francia, dove Dempsey sta finanziando un complesso scavo archeologico e si incontrano con Henri, il contatto di Vicky in quell'area, che rivela a Sean nuove notizie sul passato della sua nuova partner: Vicky era un'agente della CIA molto qualificata, bruciata dal suo capo per coprire uno dei suoi errori.
- Guest star: Hal Holbrook (James Dempsey), Salvator Xuereb (Henri), Necar Zadegan (Isabel), José Zúñiga (Carlos Geller), John Prosky (Gerard), Simon Templeman (Dr. Ellis), Blue Deckert (Generale Armbruster), Deborah Van Valkenburgh (Signora Larson).
- Ascolti USA: telespettatori 4 532 000 – share 4%[17]

## La scelta di Sophia
- Titolo originale: You Bury Other Things Too
- Diretto da: Michael Waxman
- Scritto da: Dan Dworkin e Jay Beattie

### Trama
Arrivata presso il complesso residenziale costruito da Thomas, Sophia raduna la sua gente sopravvissuta e comunica loro di voler portare avanti il piano del figlio, ovvero cercare di trasferire tutti gli abitanti del loro pianeta natale, circa due miliardi di persone, sulla Terra, anche se ciò comporterà lo sterminio di parte o tutti i terrestri. Dopo aver visto uccidere il figlio e molta della sua gente infatti, Sophia scioglie il giuramento di non recare danno ai terrestri e al loro habitat naturale, che aveva imposto 66 anni prima al loro arrivo. Michael Buchanan continua ad appoggiarla, mentre a Leila viene vietato di allontanarsi da casa. Simon, che li aveva raggiunti dopo aver scoperto che la sua copertura alla Casa Bianca è saltata, prova ad opporsi, cercando di convincere Michael ad andarsene ed avvisare gli umani del pericolo che incombe per loro, ma quest'ultimo lo inganna per farlo uscire allo scoperto agli occhi di Sophia. Nel frattempo il Presidente Martinez è determinato a trovare tutti gli extraterrestri presenti negli Stati Uniti, tanto da autorizzare la senatrice Lewis ad avviare una campagna di controllo del DNA nei confronti di tutti i cittadini, spacciandola come una campagna di prevenzione contro un particolare ceppo di tubercolosi resistente ai farmaci.
Intanto in Francia, Henri indica a Sean e Vicky il rifugio di Dempsey, localizzato nella città di Morez. Tuttavia dà loro l'indirizzo sbagliato, facendoli cadere in un'imboscata degli uomini di Dempsey. Vicky viene rapita e portata davanti a quest'ultimo, che ordina la sua uccisione, dopo averle spiegato che in realtà lui, appartenente ad un antico popolo di guardiani, sta cercando di proteggere la Terra dagli alieni. Sean, invece, riesce a sfuggire alla trappola e ritorna da Henri. Dopo averlo torturato, riesce ad ottenere l'indirizzo corretto.
- Guest star: Hal Holbrook (James Dempsey), Virginia Madsen (Catherine Lewis), Salvator Xuereb (Henri), Roger Bart (Richard Peel), José Zúñiga (Carlos Geller), Lane Garrison (Uomo di Dempsey), Blue Deckert (Generale Armbruster), Bjorn Johnson (Scienziato di Dempsey).
- Ascolti USA: telespettatori 4 136 000 – share 4%[18]

## Decapitare l'esecutivo
- Titolo originale: Cut Off the Head
- Diretto da: Norberto Barba
- Scritto da: Evan Katz e James Wong

### Trama
Herbert Mills, l'uomo che si stava occupando di produrre un'arma in grado di sterminare gli umani in modo efficace e rapido, viene localizzato dagli agenti speciali. Per non farsi catturare, si uccide subito dopo aver inviato i dati delle sue ricerche a Sophia. Quest'ultima, sempre più determinata a portare avanti il suo piano, dà incarico ai suoi uomini di portare avanti il progetto di Herbert, incentrato sui dei campioni di ghiaccio. Inoltre, Sophia riesce a mettersi in contatto con il Vicepresidente Jarvis, convincendolo a tradire Martinez ancora una volta: lui dovrà uccidere subito il Presidente, così potrà sostituirlo e avviare una nuova politica con gli extraterrestri che miri ad una pacifica convivenza. In questo modo Jarvis è convinto di salvare gli Stati Uniti dallo sterminio, ma in realtà Sophia lo sta ingannando per facilitare la messa in atto del suo piano. Leila, nel frattempo, incontra Simon, tenuto prigioniero, e si fa rivelare che il piano di Sophia è collegato alla Siberia e ad una misteriosa donna di nome Irina Bogdanov. Leila, dopo aver recuperato con astuzia un telefono da una delle guardie di Sophia, prova ad avvertire le autorità, senza successo, per poi mettersi in contatto con Sean e riferirgli tutto quello che ha scoperto; subito dopo viene fermata dal padre Michael.
Sean, intanto, riesce a raggiungere Vicky e a salvarle la vita, dopo che gli uomini di Dempsey l'avevano ammanettata in una casa in fiamme. Subito dopo averla liberata, viene raggiunto da Dempsey in persona, che gli rivela quanto aveva già detto in parte a Vicky: lui fa parte di una tribù millenaria di guardiani, che ha il compito di proteggere il futuro dell'umanità, riuscendo anche a prevedere gli avvenimenti più significativi che stanno per accadere. Lui sa che Sophia vuole provocare l'estinzione della razza umana e ora gli è chiaro che l'uomo predestinato per fermarla è proprio Sean. Quest'ultimo lo crede solo un pazzo visionario, ma Dempsey, per convincerlo, si spara alla testa lasciandogli alcuni antichi manufatti. Poco dopo riceve la chiamata di Leila che le confermerà le intenzioni di Sophia.
- Guest star: Hal Holbrook (James Dempsey), Virginia Madsen (Catherine Lewis), Roger Bart (Richard Peel), JD Cullum (Herbert Mills), Lane Garrison (Uomo di Dempsey), David Andriole (Jay), Blue Deckert (Generale Armbruster), Samuel Ball (Aaron).
- Ascolti USA: telespettatori 3 850 000 – share 4%[19]

## La nave
- Titolo originale: Strain
- Diretto da: Michael Watkins
- Scritto da: Dan Dworkin e Jay Beattie

### Trama
Il Vicepresidente Jarvis esegue le indicazioni di Sophia, inserendo del veleno nel dolcificante del caffè di Martinez. Subito dopo averlo bevuto, il Presidente viene colpito da un ictus e ricoverato d'urgenza. Prima di perdere del tutto conoscenza, confida a Sterling di aver intuito che potrebbe essere colpa di Jarvis, ma nonostante quest'ultimo si prodighi a trovare le prove della sua colpevolezza, non vi riesce. Perciò, con l'applicazione del XXV emendamento della Costituzione, Jarvis viene nominato Presidente ad interim, mentre in ospedale le condizioni di Martinez vanno peggiorando di ora in ora. Michael Buchanan, intanto, decide di proteggere la figlia Leila, non avvisando Sophia del suo tentativo di avvertire Sean, arrivando ad uccidere la guardia che era stata destinata alla sua sorveglianza pur di coprirla.
Nel frattempo, Sean e Vicky si recano nella Russia siberiana, presso il porto di Murmansk, alla ricerca di Irina Bogdanov. Presto scoprono che non si tratta di una donna, ma di una nave, a bordo della quale i ricercatori di Sophia stanno conducendo esperimenti. Dopo essere riusciti a salire a bordo, scoprono che è stata esaminata la mummia di un soldato della prima guerra mondiale morto dopo aver contratto l'influenza spagnola, i cui polmoni sono stati asportati per essere trasferiti negli Stati Uniti. Il virus pandemico, infatti, è ancora attivo, grazie al buono stato di conservazione del corpo, che era rimasto sepolto nel ghiaccio.
- Guest star: Samuel Ball (Aaron), Roger Bart (Richard Peel), Ned Vaughn (Dr. Reed), James McDonnell (Alex), Lane Garrison (Uomo di Dempsey), Blue Deckert (Generale Armbruster), Stefan Kapicic (Mercenario), Vic Chao.
- Ascolti USA: telespettatori 4 620 000 – share 4%[20]

## Noi o loro
- Titolo originale: Us or Them
- Diretto da: Milan Cheylov
- Scritto da: David H. Goodman

### Trama
Mentre Javis presta giuramento davanti al presidente della Corte Suprema, Sterling fa analizzare un campione del caffè bevuto da Martinez riversato sulla sua giacca. Quando ottiene i risultati, ha la conferma della presenza di un composto sconosciuto; così decide di affrontare la questione direttamente con il nuovo Presidente, scongiurandolo di tornare sui suoi passi in modo da non consegnare il paese nelle mani di Sophia. Tuttavia, Jarvis nega le accuse e costringe Sterling alle dimissioni. Presto però si renderà conto che è divenuto solo un burattino nelle mani di Sophia, che ora può minacciarlo anche di rivelare il suo coinvolgimento nel tentativo di assassinare Martinez, il quale, nel frattempo, entra in coma. Intanto, Sean e Vicky sono sulle tracce del virus che gli uomini di Sophia stanno portando negli Stati Uniti. Prendono un aereo dove pensano si sia imbarcato il corriere, ma a bordo non riescono ad identificarlo. Quando Vicky tenta di avvisare un suo contatto alla CIA della possibile presenza nell'aereo di un'arma di distruzione di massa, il velivolo viene affiancato da due F-16, ma vengono presto richiamati su ordine del Presidente, manipolato da Sophia. Solo una volta atterrati, riescono ad individuare il corriere, un'hostess di nome Alexsandra. Provano a fermarla immediatamente, ma un uomo armato riesce a far salire a bordo della sua auto l'hostess e la valigetta contenente il virus che trasporta. Tenteranno quindi di inseguirli rubando una macchina dal garage dell'aeroporto.
Presso il covo di Sophia, nel frattempo, Simon tenta la fuga. Quando Sophia lo viene a sapere ordina a Micheal di ucciderlo, ma quest'ultimo decide di tradire e aiutare Simon a fuggire. Dopo aver costretto la dottoressa che ha preparato il veleno di Martinez a dargli un antidoto, prova a fuggire con la figlia Leila e Simon. Vengono però presto scoperti e Michael rimarrà ucciso. Mentre Leila rimane in lacrime accanto al corpo del padre, Simon riesce ad allontanarsi con l'antidoto che potrebbe salvare la vita di Martinez.
- Guest star: Roger Bart (Richard Peel), José Zúñiga (Carlos Geller), Robert Pine (Presidente della Corte Suprema), Blue Deckert (Generale Armbruster), Samuel Ball (Aaron), Angela Gots (Alexandra), Eamonn Roche (Corriere di cocaina), Aleksandra Kaniak (Assistente di volo), Robert Cicchini (Dr. Narducci).
- Ascolti USA: telespettatori 4 143 000 – share 4%[21]

## Uno vivrà, uno morirà
- Titolo originale: One Will Live, One Will Die
- Diretto da: Alex Zakrzewski
- Scritto da: David Schulner

### Trama
Simon raggiunge l'abitazione di Sterling, per consegnargli l'antidoto. Tuttavia Sophia avverte Jarvis, che tenta di arrestarli accusando entrambi di tradimento. I due, dopo essere sfuggiti ad un arresto da parte di una squadra speciale della CIA, si mettono in contatto con la moglie di Martinez, Christina, rivelandole il coinvolgimento di Jarvis nell'avvelenamento del marito. Christina segue le indicazioni di Sterling e Simon; così quando Jarvis le dice che è stato Blake a tentare di uccidere Elias, finge di stare al suo gioco, indicandogli un luogo in cui le avrebbero chiesto di incontrarsi. Jarvis ordina quindi che l'edificio indicato venga raso al suolo da un Predator, iniziando a suscitare sospetti nel consiglio di gabinetto, che verrà abbandonato dal generale Armbruster. Presto il Presidente si renderà conto di essere stato ingannato: i corpi di Simon Lee e Blake Sterling non verranno infatti ritrovati, mentre in ospedale Christina riuscirà a farsi dare l'antidoto, che somministrerà al marito.
Nel frattempo, Sean e Vicky riescono a rintracciare l'hostess con il virus, Alexandra, e l'uomo di Sophia che la scorta: i due stanno per testare il virus diffondendolo in un centro commerciale. Vicky convince un agente di sicurezza ad iniziare l'evacuazione, mentre Sean prova a fermare gli attentatori. Uccide l'uomo, non prima che Alexandra sia riuscita a piazzare l'innesco dell'ordigno che libererà il virus e a fuggire. Dopo essere stato raggiunto da Vicky, Sean riesce a fermare il timer dell'arma biologica; dopodiché i due prenderanno i documenti dell'uomo di Sophia e si metteranno sulle tracce del virus. Intanto, Alexandra, dopo aver capito che l'attentato al centro commerciale sarebbe potuto fallire, diffonde il virus a bordo di un autobus, che poi condurrà personalmente in un laboratorio di Sophia. Gli extraterrestri sono infatti completamente immuni all'influenza spagnola. La ricercatrice di Sophia potrà osservare da vicino i suoi effetti sugli umani, e concluderà che per una diffusione più estesa è necessario che la popolazione contragga il virus dagli ibridi. Sophia farà quindi infettare Leila.
- Guest star: Roger Bart (Richard Peel), José Zúñiga (Carlos Geller), Dondre T. Whitfield (Mike Garret), Ned Vaughn (Dr. Reed), Angela Gots (Alexandra), Mac Brandt (Agente di sicurezza), Blue Deckert (Generale Armbruster), Bobby Hosea (Soldato), David Andriole (Jay).
- Ascolti USA: telespettatori 3 850 000 – share 4%[22]

## L'inizio della fine
- Titolo originale: The Beginning of the End
- Diretto da: Jonas Pate
- Scritto da: Nick Wauters (sceneggiatura), Leyani Diaz e Vanessa Rojas (soggetto)

### Trama
Sean e Vicky trovano il covo dell'uomo di Sophia ucciso al centro commerciale. Qui trovano Simon e Sterling che stanno indagando per loro conto sull'attacco terroristico sventato da Sean e Vicky. I quattro, dopo aver condiviso le loro informazioni, uniscono le loro forze per trovare il nascondiglio di Sophia e fermare la diffusione del virus. Riescono a localizzare il suo laboratorio, dove trovano la dottoressa Lu, che ha preparato il virus, e Leila. Dopo aver infettato Leila, Sophia è riuscita ad ottenere il ceppo in grado di sterminare la quasi totalità della popolazione umana entro poche settimane, e ha già dato il via ai suoi uomini di diffonderlo in punti strategici degli Stati Uniti. Subito dopo, dà anche l'ordine di aprire il portale, ormai pronto, e iniziare a far arrivare la sua gente sulla Terra; mentre Sterling, Simon, Sean e Vicky provano ad identificare il piano di diffusione del virus esaminando i documenti della dottoressa Lu, che non collabora con loro, affermando che ormai ogni loro tentativo sarà vano. Prima della loro irruzione, la dottoressa aveva confidato a Leila che la sua gente nell'antichità era già presente sulla Terra prima della nascita della civiltà umana.
Intanto, in ospedale Martinez riprende conoscenza, e contro il parere medico si reca immediatamente alla Casa Bianca per fermare Jarvis. Tuttavia Jarvis non ammette i suoi errori ed è intenzionato ad ostacolare la ripresa dei poteri di Martinez facendo leva sulle sue condizioni fisiche.
- Guest star: Alexandra Bokyun Chun (Dr.ssa Lu), Roger Bart (Richard Peel), José Zúñiga (Carlos Geller), Samuel Ball (Aaron), Ned Vaughn (Dr. Reed), John Prosky (Gerard), Bruce Nozick (Uomo di Sophia), Chet Grissom (Kroll).
- Ascolti USA: telespettatori 4 070 000 – share 4%[23][24]

## L'arrivo
- Titolo originale: Arrival
- Diretto da: James Wong
- Scritto da: Evan Katz

### Trama
Nel laboratorio di Sophia, Sterling, Simon, Sean e Vicky riescono ad identificare il piano di Sophia per la diffusione del virus e provano a fermarlo, mentre Leila viene affidata alle cure del CDC. Dopo aver comunicato a Martinez e al capo dello staff presidenziale Richard Peel i tre luoghi nei quali sarà diffuso il virus, si recano nel principale, l'aeroporto internazionale di Washington-Dulles attraverso il quale saranno infettati anche gli altri paesi oltre gli Stati Uniti. Martinez attende ancora la riunione del consiglio di gabinetto per riassumere la carica di Presidente, quindi cerca nuovamente di convincere Jarvis a fermare Sophia, senza ottenere risultati positivi. Peel, al corrente di tutta la verità, autorizza di sua iniziativa l'irruzione di squadre di agenti speciali in due dei tre luoghi in cui gli uomini di Sophia hanno intenzione di diffondere il virus: un centro alimentare vicino a Richmond e presso la sede di Washington dello United States Mint, l'organismo incaricato di produrre la moneta in circolazione negli Stati Uniti. In entrambi i luoghi gli agenti riescono a fermarli in tempo. Per un intervento nell'aeroporto e una sua preventiva chiusura non basta un ordine di Peel, occorre l'ordine del Presidente; quindi bisognerà attendere il reintegro di Martinez. Mentre Sean, Vicky, Simon e Sterling riescono a fermare uno dei due contenitori del virus, Sophia è in possesso dell'altro ed è determinata a diffondere il virus in ogni caso. Alla Casa Bianca, riunito il consiglio di gabinetto, Jarvis fa leva sulle condizioni di Martinez per impedire che riassuma la sua carica, ma Martinez rivela a tutti la verità, facendo ascoltare una registrazione di poche ore prima tra lui e lo stesso Jarvis. Il consiglio quindi non avrà dubbi nel votare la riammissione in carica di Martinez, che verrà dichiarata ufficialmente dalla Speaker della Camera dei Rappresentanti.

Il pianeta di Sophia visto da New York

Martinez, ora di nuovo Presidente, fa reintegrare Sterling e il generale Armbruster, subito dopo aver ordinato la chiusura dell'aeroporto Washington-Dulles, facendo anche inviare una squadra di agenti speciali sul posto. Qui, Sophia, braccata da Sean, Vicky, Simon e Sterling, si è rinchiusa in una sala dove intende diffondere il virus anche se sa che ormai la contaminazione sarà contenuta. Tuttavia, Sean riesce a convincerla ad arrendersi. In seguito, Simon, prima di ritornare alla Casa Bianca con Sterling e la prigioniera Sophia, rivela a Sean che la sua gente era presente sulla Terra nell'antichità, ma aveva deciso di andarsene per evitare che con l'incontro con il genere umano accadesse qualcosa di misterioso e indefinito che loro chiamano "l'evento". Una sorta di evoluzione alla quale la specie umana non sarebbe sopravvissuta. Successivamente, Sean raggiunge Leila, le cui condizioni sono ancora critiche, che gli comunicherà di essere incinta. Nel finale, Martinez incontra Sophia, per chiederle di fermare il suo piano di portare tutta la gente sulla Terra. Ma quest'ultima afferma che la diffusione del virus era un gesto di pietà e che la Terra sarà presto occupata con la forza dalla sua gente. Poco dopo il portale di Sophia, provocando dissesti geologici in diverse parti del mondo, teletrasporta il pianeta originario di Sophia tra la Terra e la Luna. La moglie di Martinez, Christina, avvistando il nuovo pianeta presente nell'orbita terrestre dalla sua abitazione, si rivolge ad esso chiamandolo «casa».
- Guest star: Roma Maffia (Dottoressa del CDC), Roger Bart (Richard Peel), José Zúñiga (Carlos Geller), Dondre T. Whitfield (Mike Garret), Barbara Tarbuck (Speaker della Camera dei Rappresentanti), Samuel Ball (Aaron), Chet Grissom (Kroll).
- Ascolti USA: telespettatori 4 890 000 – share 4%[25][26]